# The Good House
Pour plus de détails, voir Fiche technique et Distribution.
The Good House est un film américano-greco-indien réalisé par Maya Forbes et Wallace Wolodarsky, tourné en 2021 et sorti en 2022.

## Fiche technique
Sauf indication contraire, les informations mentionnées dans cette section peuvent être confirmées par les bases de données cinématographiques IMDb et Allociné,  présentes dans la section « Liens externes ».
- Titre original et français : The Good House
- Réalisation : Maya Forbes et Wallace Wolodarsky
- Scénario : Thomas Bezucha, Maya Forbes et Wallace Wolodarsky, d’après le roman de Ann Leary
- Musique : Theodore Shapiro
- Direction artistique : Jennifer Stewart
- Décors : Carl Sprague
- Costumes : Matthew Pachtman et Ann Roth
- Photographie : Andrei Bowden Schwartz
- Son : Susan Dawes, Joel Dougherty, Wayne Lemmer, Alexander Rosborough
- Montage : Catherine Haight
- Production : Jane Rosenthal, Aaron Ryder et Berry Welsh
  - Production déléguée : Holly Bario, Erika Hampson, Robert Kessel, Christos V. Konstantakopoulos, Steve Samuels et Jeff Skoll
- Sociétés de production :
  - États-Unis : Amblin Partners, Dreamworks Pictures, FilmNation Entertainment, Tribeca Productions et Participant
  - Grèce : Faliro House Productions
  - Inde : Reliance Entertainment
- Sociétés de distribution : Lionsgate et Roadside Attractions (États-Unis) ; Odeon (Grèce)
- Budget : n/a
- Pays de production :  États-Unis,  Grèce,  Inde
- Langue originale : anglais
- Format : couleur (Technicolor) — son Dolby Digital
- Genre : Comédie dramatique, romance
- Durée : 104 minutes
- Dates de sortie[1] :
  - États-Unis : 16 juin 2022 (Festival du film de Tribeca) ; 17 juin 2022 (Provincetown International Film Festival) ; 30 septembre 2022 (sortie nationale)
  - Grèce : 29 septembre 2022
  - Québec : 30 septembre 2022[2]
- Classification[3] :
  - États-Unis : les enfants de moins de 17 ans doivent être accompagnés d'un adulte (R – Restricted)[N 1]
  - Québec : tous publics (G - General Rating)[2]

## Distribution
- Sigourney Weaver : Hildy Good
- Kevin Kline : Frank Getchell
- Morena Baccarin : Rebecca McAllister
- Rob Delaney : Peter Newbold
- Beverly D'Angelo : Mamie Lang
- David Rasche : Scott Good
- Rebecca Henderson : Tess Good
- Molly Brown (en) : Emily Good
- Kathryn Erbe : Wendy Heatherton
- Kelly AuCoin : Brian McAlistter
- Georgia Lyman : Cassie Dwight
- Jimmy LeBlanc (en) : Patch Dwight
- Silas Pereira-Olson : Jake Dwight
- Christina Everett : Joyce
- Paul Guilfoyle : Henry Barlow
- Beverly D'Angelo : Mamie Lang
- Anthony Estrella : Robert Sanderson
- Holly Chou : Lisa Sanderson
- Otis Forbes Wolodarsky : Kendall
- Chris Everett : Joyce
- Gustave Johnson : Manny
- Sebastien Labelle : Michael
- Shelley Thompson (en) : Nancy
- Aleeya Matheson : Lottie
- Aria Matheson : Lottie
- Laurie Hanley : Elise Newbold
- Alison Weller : Linda Barlow
- Chris Zito : Lou Santorelli
- Damien Di Paola : Buddy Santorelli
- Adrian Choong : Barista
- Isabelle D. Trudel : Young Hildy
- Oliver Boyle : Ben McAllister
- Ed Thomason : Bill
- Maya Forbes : Hailey (voix)
- Lew Schneider : Concessionnaire automobile / Andy (voix)

## Production

### Développement
Maya Forbes et Wally Wolodarsky ont réalisé le film en plus d'écrire le scénario, et Sigourney Weaver et Kevin Kline ont été choisis pour jouer dans le film.

### Attribution des rôles
En octobre 2019, Morena Baccarin, Rob Delaney, Beverly D'Angelo, David Rasche et Rebecca Henderson ont été ajoutés au casting.
Le 5 novembre 2019, Kelly AuCoin et Kathryn Erbe ont rejoint le casting du film.

### Tournage
- Le film a été tourné au Canada[9].

## Distinctions

### Récompenses
- ReFrame 2021 : meilleur long métrage narratif et animé

- CinEuphoria Awards 2023 : meilleure actrice - compétition internationale pour Sigourney Weaver
- ReFrame 2023 : meilleur film

### Nomination
- Women Film Critics Circle Awards 2022 : meilleur couple à l'écran pour Sigourney Weaver et Kevin Kline